# Atanasi II Keleles
Atanasi II Keleles va ser patriarca d'Alexandria de l'any 490 fins a la seva mort el 496.
Era miafisita o monofisista, i va succeir Pere Monge, que tenia les mateixes creences, quan va morir. Els bisbes, els ancians i el poble van escollir-lo pel càrrec «perquè sabien de l'ortodòxia de la seva fe», diu l'Església Ortodoxa Copta, que el considera sant. Durant el seu patriarcat, que va durar set anys, la situació religiosa es va mantenir en calma.